# Lycianthes heteroclita
Lycianthes heteroclita là loài thực vật có hoa trong họ Cà. Loài này được (Sendtn.) Bitter mô tả khoa học đầu tiên năm 1919.